# Échec thérapeutique
Un échec thérapeutique est une situation dans laquelle se trouve un malade dont le traitement médical n'a pas/plus d'effet thérapeutique. Tout traitement médical doit donner lieu à une évaluation de son efficacité thérapeutique. Si cette efficacité est jugée nulle, il s'agit d'une situation d'échec thérapeutique.

## Description
Il n'existe pas de définition standardisée de l'échec thérapeutique. Les critères sont définis comme étant la persistance de symptômes après un temps défini ou la modification du traitement pour cause d'inefficacité perçue du traitement de première intention. Il y a aussi situation d'échec thérapeutique si un traitement médical ne réduit pas significativement la probabilité d'apparition d'une maladie dont celui-ci est censé diminuer le risque.
L'échec thérapeutique est différent de la rechute, où le malade a initialement bénéficié d'un traitement.